# Quint Fabi Vibulà Ambust
Quint Fabi Vibulà Ambust (en llatí: Quintus Fabius M. F. Q. N. Vibulanus Ambustus) va ser un magistrat romà. Era fill de Marc Fabi Vibulà, cònsol l'any 442 aC.
Va ser el darrer membre de la família que va usar el cognom de Vibulà i el primer a usar el d'Ambust. En endavant els Fabi d'aquesta branca van portar el cognom Ambust. Va ser cònsol l'any 412 aC amb Gai Furi Pacil.